# Grand'Combe-des-Bois
 Grand'Combe-des-Bois  es una población y comuna francesa, en la región de Franco Condado, departamento de Doubs, en el distrito de Montbéliard y cantón de Le Russey.
Es limítrofe con Suiza.

## Demografía
| 155 | 150 | 128 | 100 | 75 | 87 |
| Para los censos de 1962 a 1999 la población legal corresponde a la población sin duplicidades (Fuente: INSEE [Consultar]) |     |     |     |    |    |